# Бадарска култура
Бадарска култура је најстарија земљорадничка култура у средњем и горњем Египту. Име је добила по области Ел-Бадари у близини Сохага. На више локалитета откривено је око 600 гробова и 40 насеља која припадају овој култури. У овом периоду се појављују развијени облици материјалне културе. Становништво се бави ловом и риболовом, гаји стоку, јечам, пир. Занати достижу већи развитак него у Мермиди и Ел Фајуму. Глачају трвде врсте камена. Плету корпе и израђују тканине. Керамика је високо развијена (геометријски орнамент), појава металургије, бакар доминира. Култ мртвих добија прецизније облике. Гробови са згрченим костурима и богатим инвентаром. Амулети и култне статуе представљају животиње, тотемизам.

## Хронологија
Хронологија Бадарске културе није још увек дефинитивно одређена. Њен релативни положај у односу на млађу културу Накаде је познат од раније, на основу ископавања у северној Хамамији. Методом термолуминисценције одређено је да је та култура могла постојати око 5.000 година п. н. е. али поузданих материјалних доказа има за период од 4400. до 4000. године п. н. е.

## Порекло
Порекло Бадарске културе није дефинитивно утврђено. Раније се сматрало да је њено порекло на југу, међутим, ова теорија није више прихваћена. Неки стручњаци тврде да је постојала једна старија тасијска култура, која би била наставак доњеегипатских неолитских култура. Већина ипак сматра да је тасијска култура само један део Бадарске културе. По технологији обраде камена Бадарска култура показује сличност са познонеолитским културама Либијске пустиње, а верује се и да је керамика Бадарске културе настала развојем керамике сахарског неолита као и културе Меримде из доњег египта.

## Распрострањеност
Због малог броја и слабо документованих пронађених локалитета није још увек могуће тачно утврдити распрострањеност Бадарске културе. Постоје локалитети који се налазе јужније код Хијераконполиса, па је могуће да је постојало више сродних култура на том подручју или јединствена култура на целом подручју, при чему се задржала дуже само у региону самог Бадарија.

## Фунерарна култура
Главни налази Бадарске културе су некрополе у ниској пустињи. Гробови су једноставне раке, са асуром простртом испод тела покојника. Сам покојник је постављан у благо згрченом положају, са главом окренутом према југу а лицем ка западу. Не постоје гробови мале деце, јер су она сахрањивана у самим насељима. Гробови показују неједнаку расподелу богатства, а гробнице богатијих људи су издвојене у посебном делу некрополе.

### Керамика
Најособенији елемент ове културе је фунерарна кермаика која је била прилагана уз покојнике приликом сахране. Ова керамика је рађена руком од нилског муља и користи органске опошћиваче који су финији од оних који су коришћени у каснијој Накадској култури за тзв. грубу керамику. Керамика је рађена са пуно труда и њени најбољи радови са изузетно танким зидовима нису превазиђени током целокупне касније египатске историје. Облици су једноставни, и састоје се од шоља и здела са равним дном. Иако су украшене посуде ретке, чешљасти орнамент присутан на најфинијој керамици је јединствен за ову културу.

## Насеобине
Откривене насеобине које припадају Бадарској култури су мања села и засеоци који нису били сталне насеобине. Како су ова насеља била на рубу пустиње и била сезонски насељена вероватно је да су постојала стална насеља ближе самој реци која су сада под наносима. Насеља која су коришћена периодично показују да су се становници бавили сточарством и рибарством у време сезоне високог водостаја а да су по завршетку овог периода клали део стоке и селили се на места где су обављали пољопривредне радове.

## Производи
Камена индустрија је позната на основу налаза у насељима, али се најфинији примерци налазе у гробницама. Оруђа показују сличност са оним коришћеним у Либијској пустињи у позном неолиту. Од осталих производа нађени су предмети за личну употребу попут укосница, чешљева, наруквица, наруквица и перли од кости и слоноваче, као и козметичке палете. Пронађене су и женске статуе од глине и слоноваче, које варирају по стилу од реалистичних до стилизованих. Има и производа од бакра који је обрађен искуцавањем.

## Трговина и трговачке везе
Постојале су трговачке везе између Бадарске културе и региона Црвеног мора. Порекло предмета од тиркиза није утврђено, али сведочи о посредној трговини.